# Conservation compassionnelle

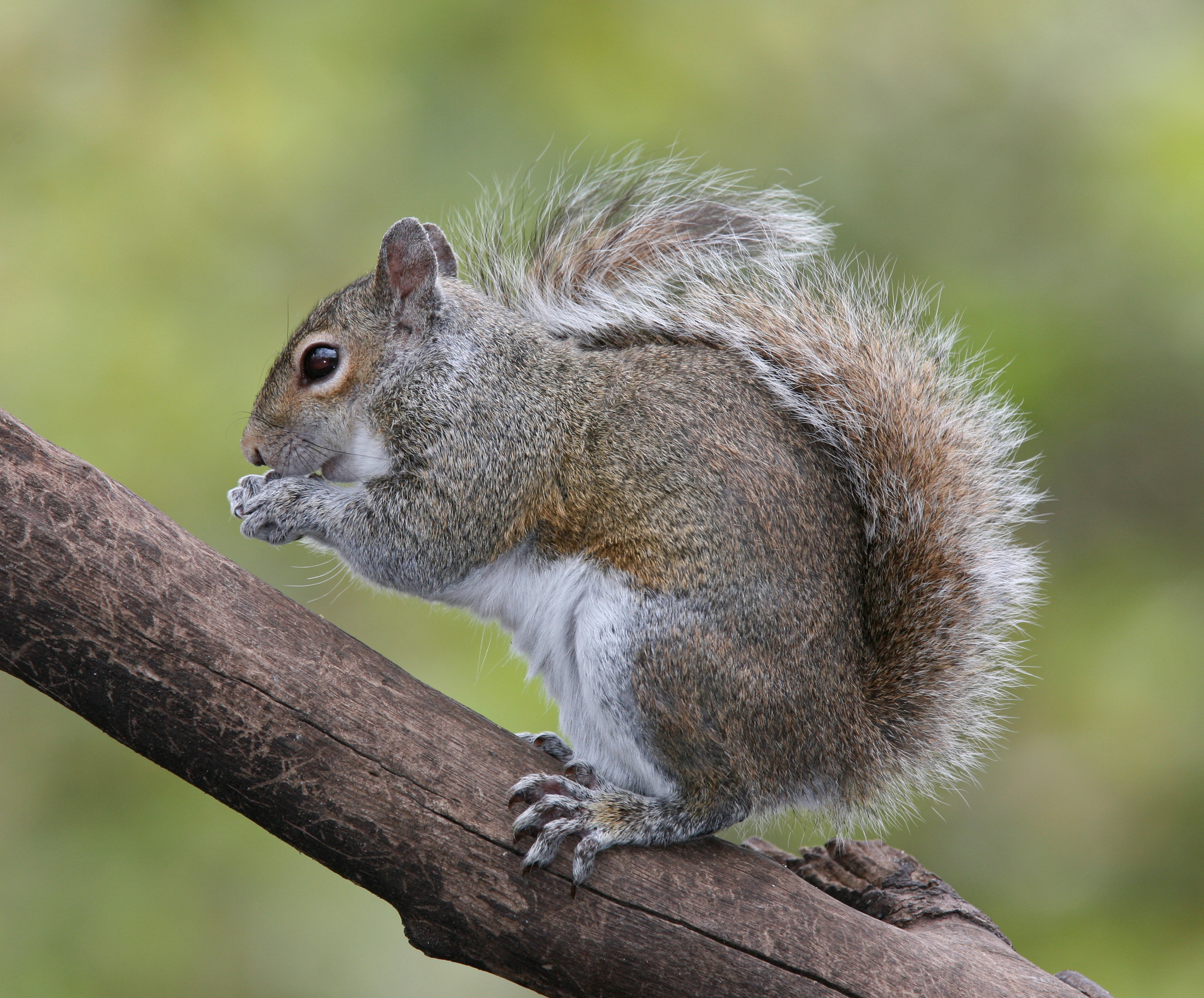
L'écureuil gris est considéré comme une espèce invasive dans certains pays. Les défenseurs de la conservation compassionnelle arguent que tuer seulement ces individus n'est pas nécessaire.

La conservation compassionnelle est un concept qui vise à allier le bien-être animal à la conservation de la nature, en utilisant les connaissances issues de la science du bien-être animal et celles de la biologie de la conservation. Historiquement, ces deux enjeux ont été considérés comme séparés et parfois contradictoires. Les principes fondamentaux de la conservation compassionnelle sont : " Ne pas nuire ; les individus comptent ; l'inclusivité ; la coexistence pacifique ". Les écologistes compassionnels pensent que la conservation de la nature utilise la préservation des espèces, des populations et des écosystèmes comme seules mesures de succès, sans considération explicite du bien-être et de la valeur intrinsèque des animaux, en tant qu'individus sentients. Ils soutiennent que la compassion pour tous les êtres sentients devrait être ce qui guide les actions de conservation. Ils affirment donc que l'abattage d'animaux au nom d'objectifs de conservation n'est pas nécessaire, et que ces mêmes objectifs peuvent être atteints sans tuer. 

## Histoire
Dans les années 2000 des conférences ont lieu sur ce sujet et ses défenseurs publient des articles dans des revues de biologie de la conservation. 
La Born Free Foundation, qui milite pour le bien-être des animaux sauvages, utilise l'expression "conservation compassionnelle" (en anglais : compassionate conservation) pour le nom de son symposium tenu à Oxford en 2010.  

## Application
Ce concept a des applications dans divers domaines, dès lors que des actions de conservation des écosystèmes ou des espèces soulèvent des questions éthiques vis-à-vis du bien-être animal : programmes d'élevage conservatoire dans les parcs zoologiques, populations d'espèces envahissantes menaçant la biodiversité locale, chasse de régulation en absence de prédateurs, etc.

## Critiques
La conservation compassionnelle a été qualifiée de "gravement défectueuse" par certains écologistes[Qui ?], qui soutiennent que sa mise en œuvre est impraticable et qu'elle pourrait conduire à des conséquences dangereuses pour la faune, les écosystèmes et les humains. D'autres[Qui ?] soutiennent que l'approche « ne pas nuire » va « trop loin » et que, mise en pratique, elle n'aboutirait pas nécessairement à des résultats positifs pour le bien-être de chaque animal.